# Долни Штал
Долни Штал (слч. Dolný Štál, мађ. Alistál) насељено је мјесто са административним статусом сеоске општине (слч. obec) у округу Дунајска Стреда, у Трнавском крају, Словачка Република.

## Становништво
| Година:    | 1994. | 2004.   | 2014.   | 2024.   |
| ---------- | ----- | ------- | ------- | ------- |
| Број људи: | 1966  | 1942    | 1914    | 1928    |
| Разлика:   |       | -1,22 % | -1,44 % | +0,73 % |

| Година:    | 2023. | 2024.   |
| ---------- | ----- | ------- |
| Број људи: | 1916  | 1928    |
| Разлика:   |       | +0,62 % |

Према подацима о броју становника из 2011. године насеље је имало 1.898 становника.